# Slatinské Lazy
Slatinské Lazy é um município da Eslováquia, situado no distrito de Detva, na região de Banská Bystrica. Tem 7,21 km² de área e sua população em 2018 foi estimada em 541 habitantes.

## Demografia
| Ano:        | 1994 | 2004    | 2014   | 2024   |
| ----------- | ---- | ------- | ------ | ------ |
| Broj ljudi: | 456  | 525     | 502    | 530    |
| Razlika:    |      | +15,13% | -4,38% | +5,57% |

| Ano:               | 2023 | 2024   |
| ------------------ | ---- | ------ |
| Número de pessoas: | 536  | 530    |
| Diferença:         |      | -1,11% |